# Mecanismo de Hoecken

Mecanismo de Hoecken

El mecanismo de Hoecken es un mecanismo de cuatro barras que convierte un movimiento de rotación para aproximarlo a un movimiento rectilíneo. Esta denominación se adoptó con posterioridad al fallecimiento de Karl Hoecken (1874−1962).
En el ejemplo del gráfico animado se puede apreciar que la parte rectilínea del movimiento ocupa la mitad del ciclo completo.
La conexión de Hoeckens es un mecanismo afín del mecanismo de Chebyshov.
Con respecto a otros mecanismos, presenta la particularidad de que la barra principal, además de pivotar, desliza en una abrazadera especial.